# Callistola sedlacekana
Callistola sedlacekana es un coleóptero de la familia Chrysomelidae.
Fue descrita científicamente por primera vez en 1963 por Gressitt.